# Llista de peixos del riu Tajo

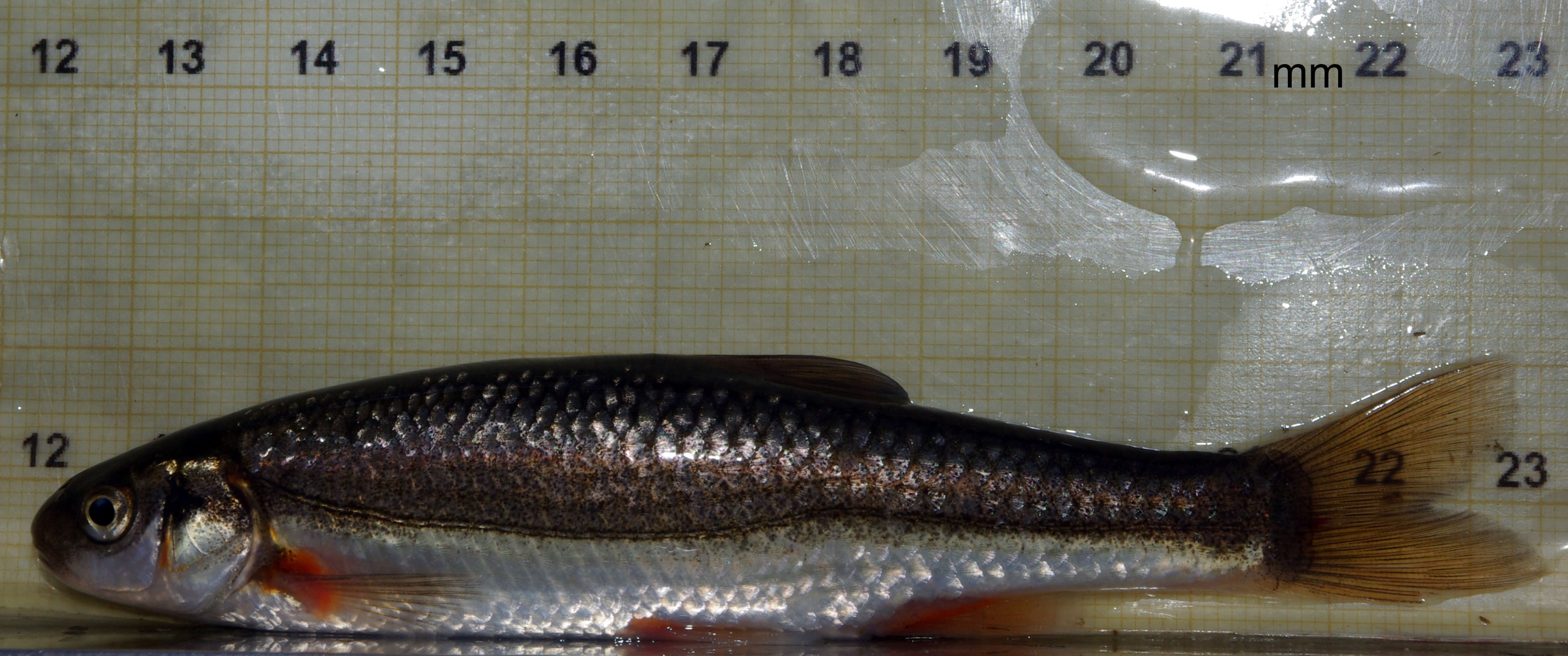
Achondrostoma arcasii

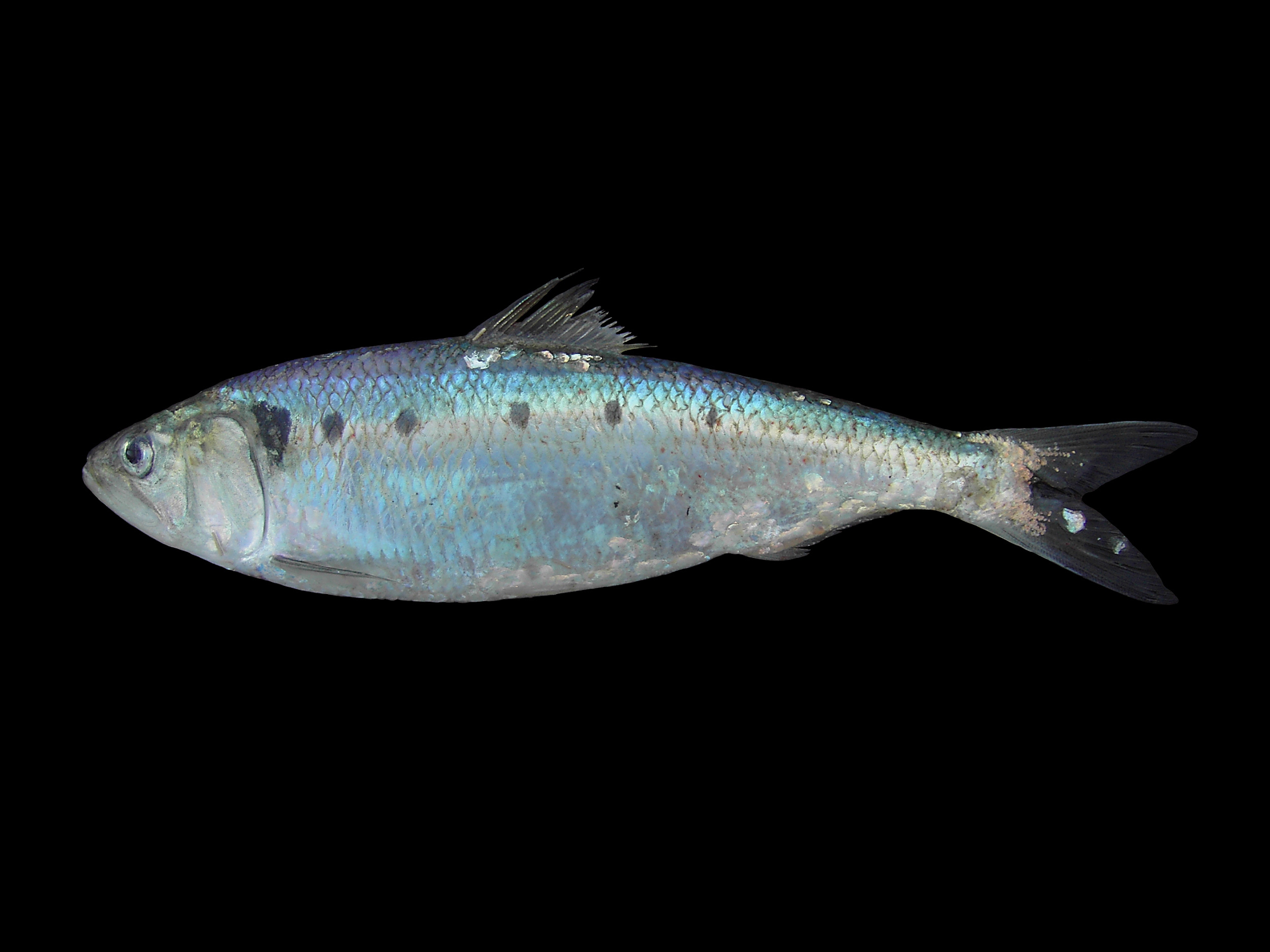
Alosa fallax

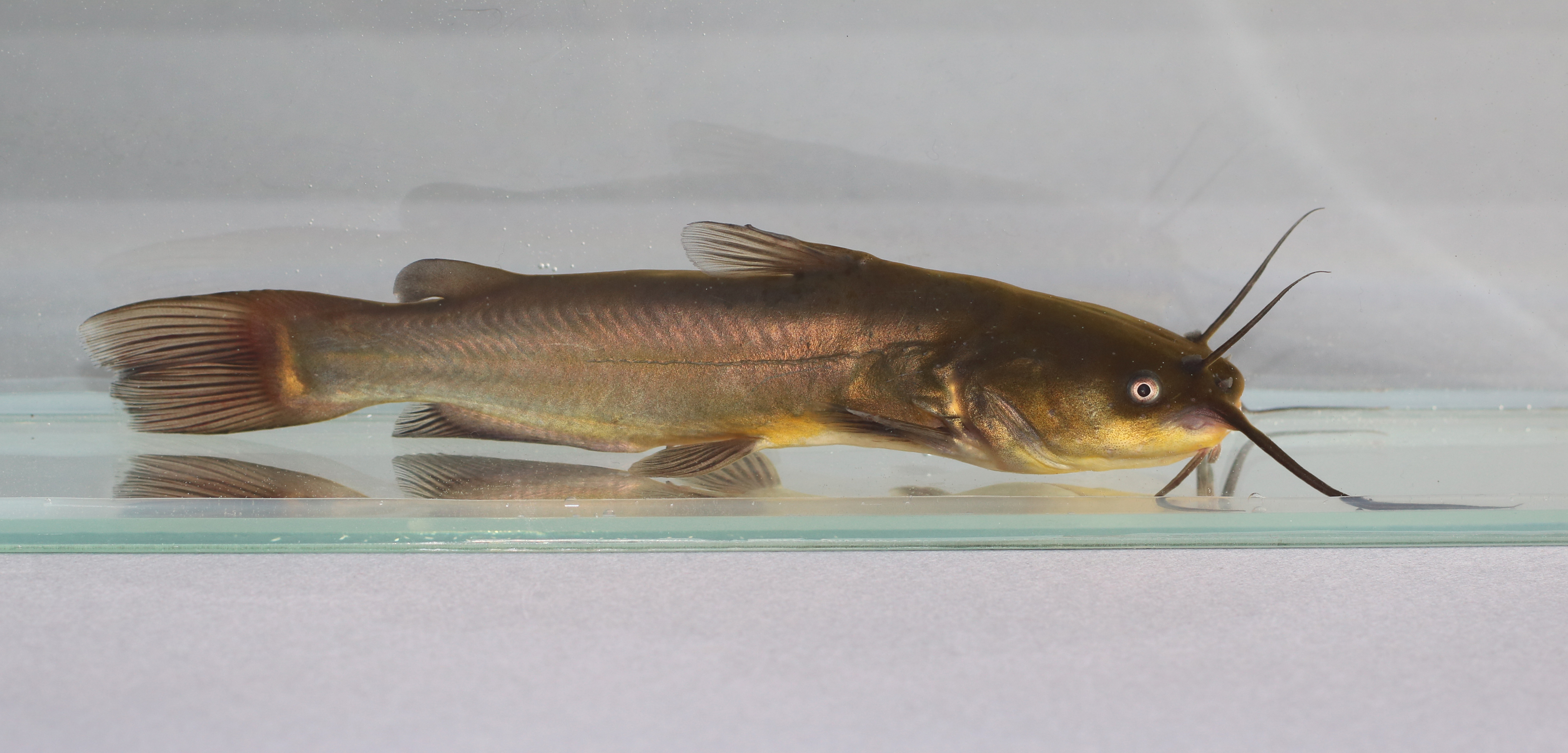
Peix gat negre (Ameiurus melas)

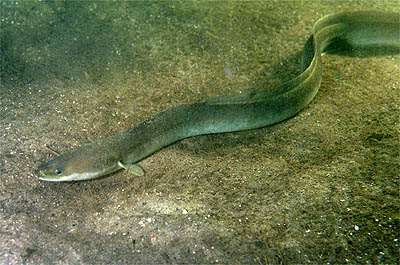
Anguila (Anguilla anguilla)

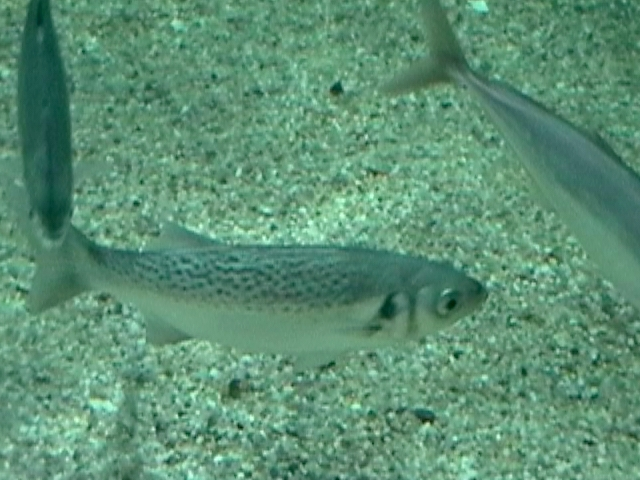
Dicentrarchus punctatus

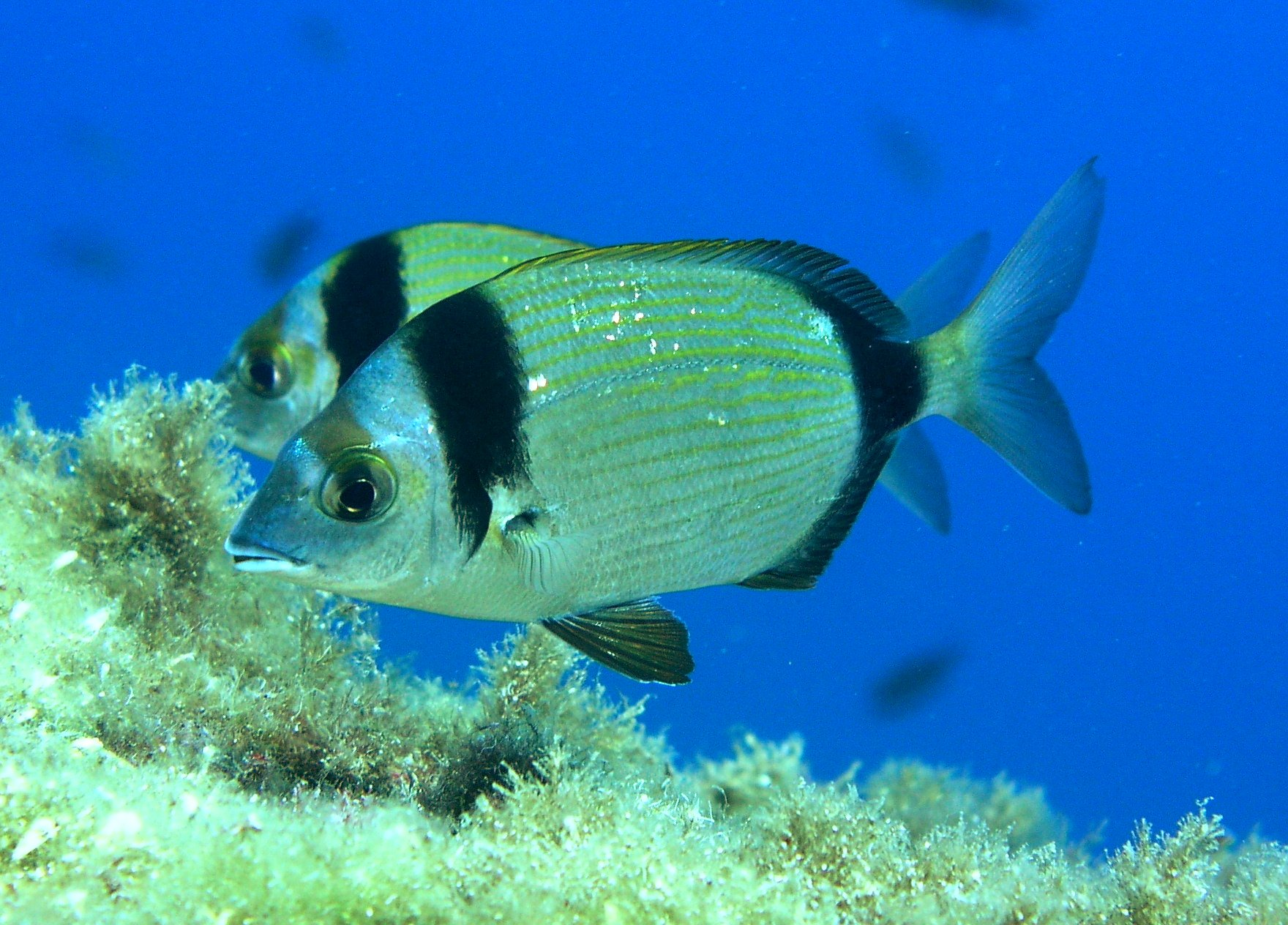
Variada (Diplodus vulgaris)

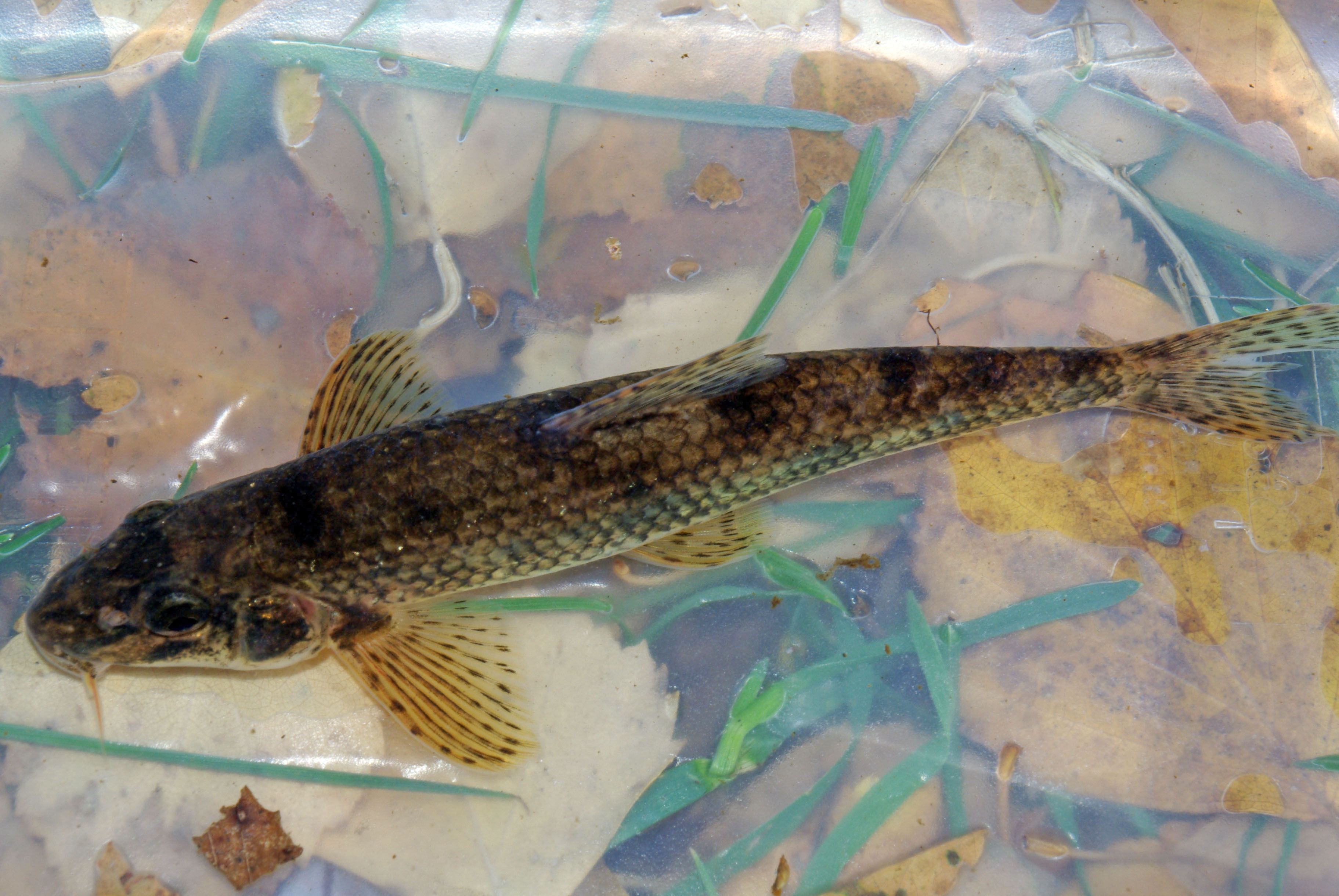
Gobio lozanoi

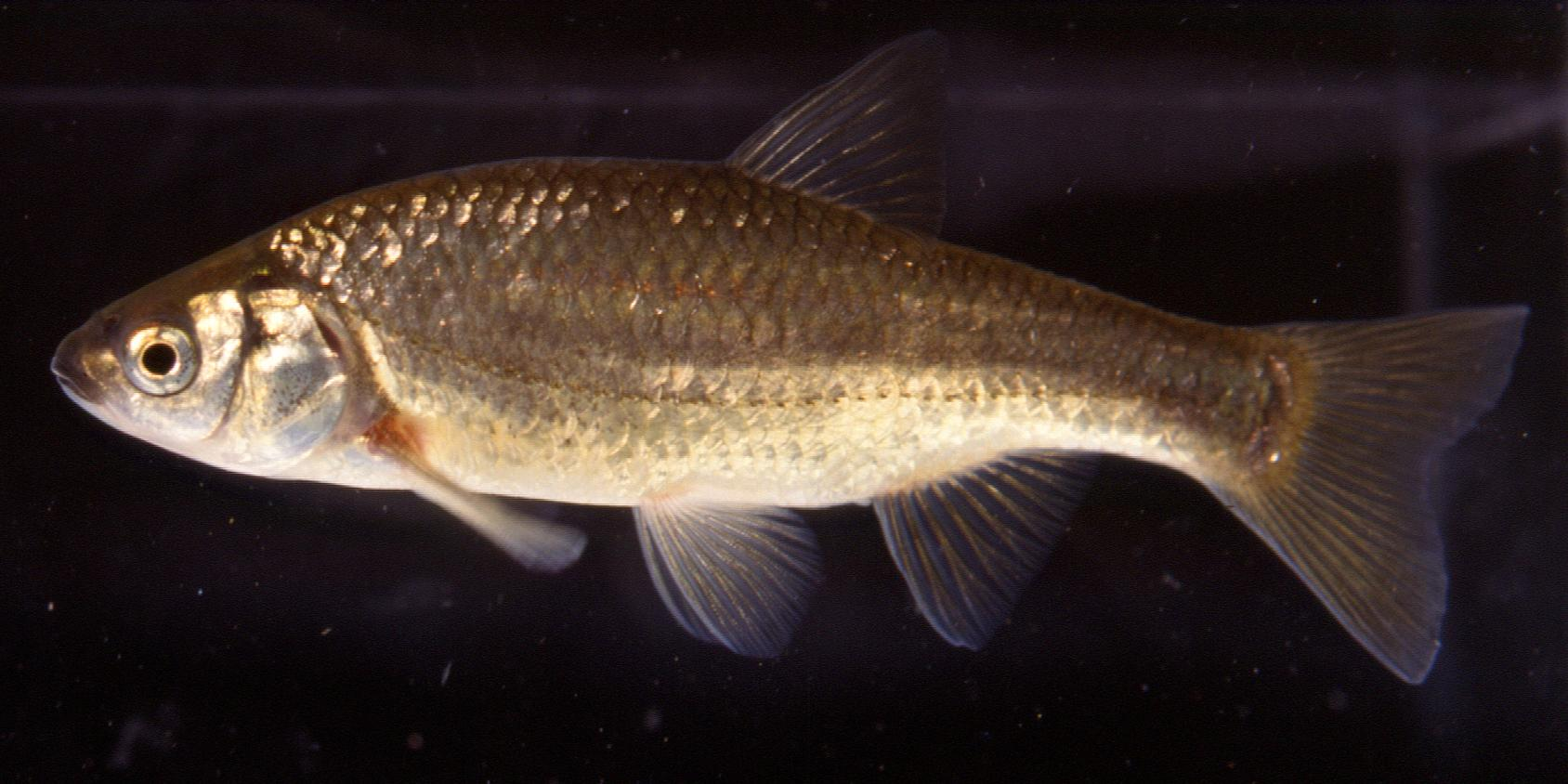
Chondrostoma olisiponensis

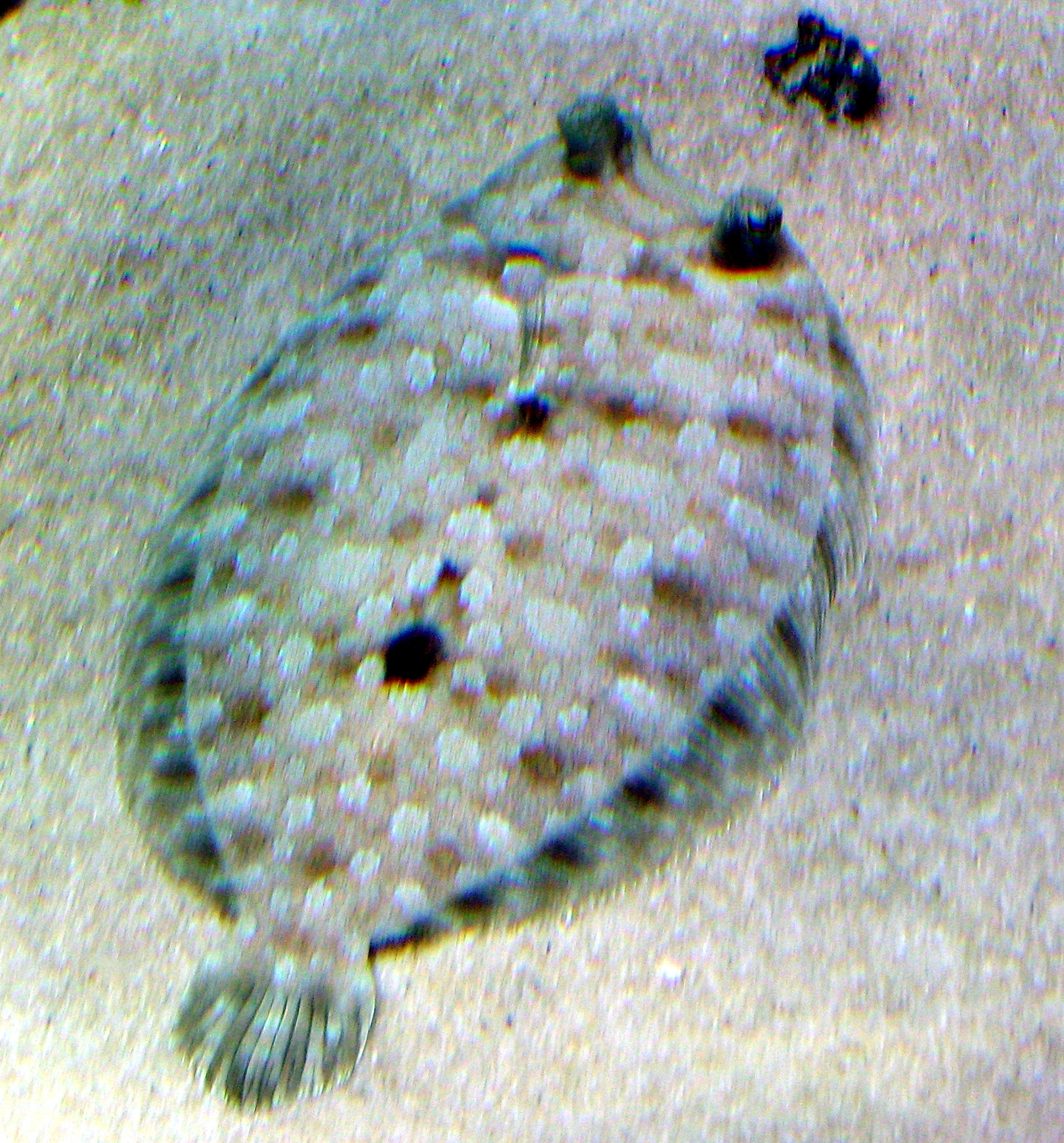
Tacó (Bothus podas)

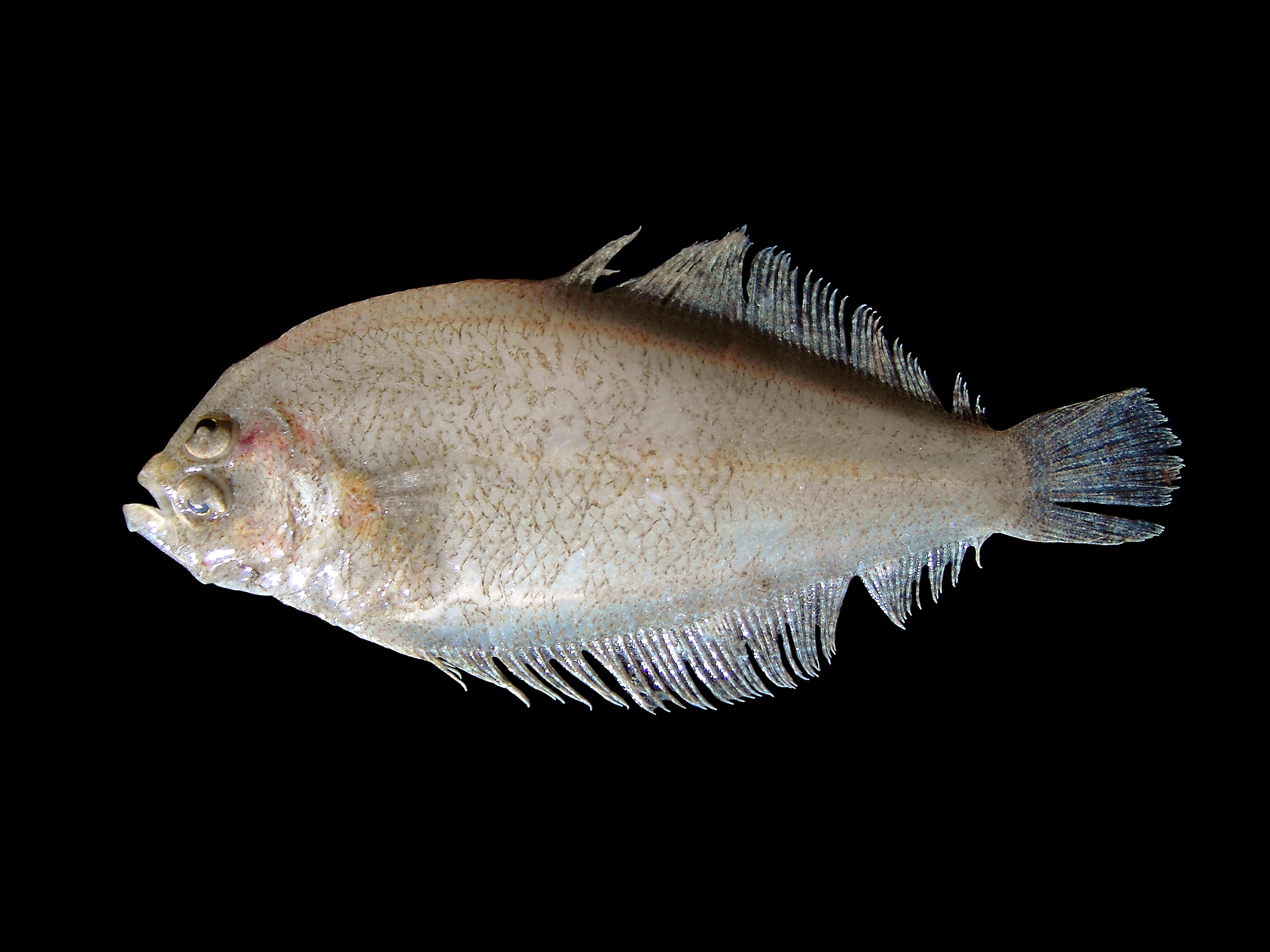
Peluda vera (Arnoglossus laterna)

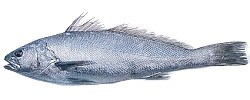
Corb reig (Argyrosomus regius)

Aquesta llista de peixos del riu Tajo -incompleta- inclou 72 espècies de peixos que es poden trobar al riu Tajo, a Espanya i Portugal, ordenades per l'ordre alfabètic de llur nom científic.

## A
- Achondrostoma arcasii
- Alosa fallax
- Ameiurus melas
- Anguilla anguilla
- Aphia minuta
- Argyrosomus regius
- Arnoglossus laterna
- Atherina presbyter

## B
- Bothus podas

## C
- Callionymus lyra
- Callionymus maculatus
- Chelidonichthys lucerna
- Chelon labrosus
- Chondrostoma olisiponensis
- Ciliata mustela
- Cobitis calderoni
- Cobitis vettonica
- Conger conger

## D
- Dicentrarchus labrax
- Dicentrarchus punctatus
- Dicologlossa cuneata
- Diplodus annularis
- Diplodus bellottii
- Diplodus sargus sargus
- Diplodus vulgaris

## E
- Engraulis encrasicolus

## G
- Gobio lozanoi
- Gobius niger
- Gobius paganellus

## H
- Halobatrachus didactylus
- Hippocampus hippocampus

## I
- Iberochondrostoma lemmingii
- Iberochondrostoma lusitanicum

## L
- Lampetra planeri
- Lepomis gibbosus
- Liza aurata
- Liza ramada
- Luciobarbus comizo
- Luciobarbus microcephalus
- Luciobarbus steindachneri

## M
- Microchirus variegatus
- Mugil cephalus
- Mullus surmuletus
- Mustelus asterias

## P
- Pagellus bogaraveo
- Parablennius gattorugine
- Parachondrostoma miegii
- Petromyzon marinus
- Pholis gunnellus
- Platichthys flesus
- Pollachius pollachius
- Pseudochondrostoma polylepis

## R
- Raja clavata
- Raja undulata

## S
- Salmo salar
- Sardina pilchardus
- Scophthalmus rhombus
- Scyliorhinus canicula
- Serranus cabrilla
- Serranus hepatus
- Sparus aurata
- Spondyliosoma cantharus
- Sprattus sprattus
- Squalius carolitertii
- Squalius castellanus
- Squalius pyrenaicus
- Symphodus bailloni
- Syngnathus acus
- Syngnathus typhle

## T
- Trachurus trachurus
- Trisopterus luscus
- Tropidophoxinellus alburnoides[1]